# Wildcat
För andra betydelser, se Wildcat (olika betydelser).
Wildcat, tecknad superhjälte med boxartalanger från DC Comics. Skapades 1942 under seriernas "Golden Age" av Bill Finger (författare) och Irwin Hansen (tecknare). På svenska kallades han Vildkatten. Wildcat är en av de få superhjältarna som är helt utan superkrafter eller gimmickar. 

## Wildcat I (Ted Grant)
Den lovande boxaren Ted Grant blev lurad av giriga boxningspromotorer under en mästerskapsmatch. Promotorerna ordnade så att motståndaren avled under matchen, vilket ledde till att Ted anklagades för mordet. För att skydda sig själva försökte promotorerna göra sig av med Grant innan han kunde berätta sin sida av historien, men Ted kom undan och bestämde sig för att ta saken i egna händer. Ted hade hört talas om Green Lantern, en samtida superhjälte, och lät sig inspireras av denne. Han begav sig ut i natten som Wildcat och lyckades ställa sina ogärningsmän inför rätta. Därefter fortsatte han att bekämpa brott som Wildcat och blev sedermera medlem i Justice Society of America.
Före en boxningsmatch 1948 uppenbarade sig ett ansikte i spegeln i Teds omklädningsrum och uppmanade honom att lägga sig i matchen. Ted vägrade, tilldelade ansiktet några visdomsord och gick ut och vann matchen. Ansiktet visade sig tillhöra den onde trollkarlen King Inferno, som bestämde sig för att straffa Wildcat genom att förvandla honom till en riktig katt. Ted fick hjälp av den gode trollkarlen Zatara, som mildrade förbannelsen så att Ted förblev mänsklig därefter hade nu nio liv (avslöjades i Justice Society of America #53). 
Alla medlemmar i JSA har åldrats mycket långsamt på grund av all strålning som de varit utsatta för under sina karriärer, men till slut han tiden upp även dem. Under Zero Hour-krisen åldrades JSA hastigt, men Wildcat dock åldrades inte i samma utsträckning som exempelvis Wesley Dodds (Sandman) och Ted Knight (Starman). Ted är fortfarande aktiv som Wildcat i den senaste versionen av JSA.

## Wildcat II (Yolanda Montez)
Under den världshotande krisen Crisis on Infinite Earths blev Ted Grant allvarligt skadad i benet. Ingen trodde att han någonsin skulle återhämta sig och kunna fortsätta som Wildcat. Teds guddotter Yolanda Montez såg hur Grant blev sämre och beslutade sig för att föra namnet Wildcat vidare. Hon hjälpte de andra hjältarna under krisen och tog senare sin plats som hjälte i superhjältegruppen Infinity, Inc., som bestod av arvtagarna till hjältarna i JSA. Yolandas karriär som Wildcat blev dock kortlivad, hon mördades en kort tid senare av superskurken Eclipso.

## Wildcat III (Hector Ramirez)
Hector var Ted Grants boxaradept och ville även efterträda honom som Wildcat. När Ted vägrade stal Ramirez Teds kostym och begav sig i alla fall ut på gatorna i Gotham City för att bekämpa brott. Men Hector hann inte långt förrän han blev mördad i en illegal boxningsring av Killer Croc.
 Artikeln var, i den version den hade den 1 februari 2006, helt eller delvis hämtad från Seriewikin (hos Seriefrämjandet): Wildcat